# Боргсдорф, Эрнест фон

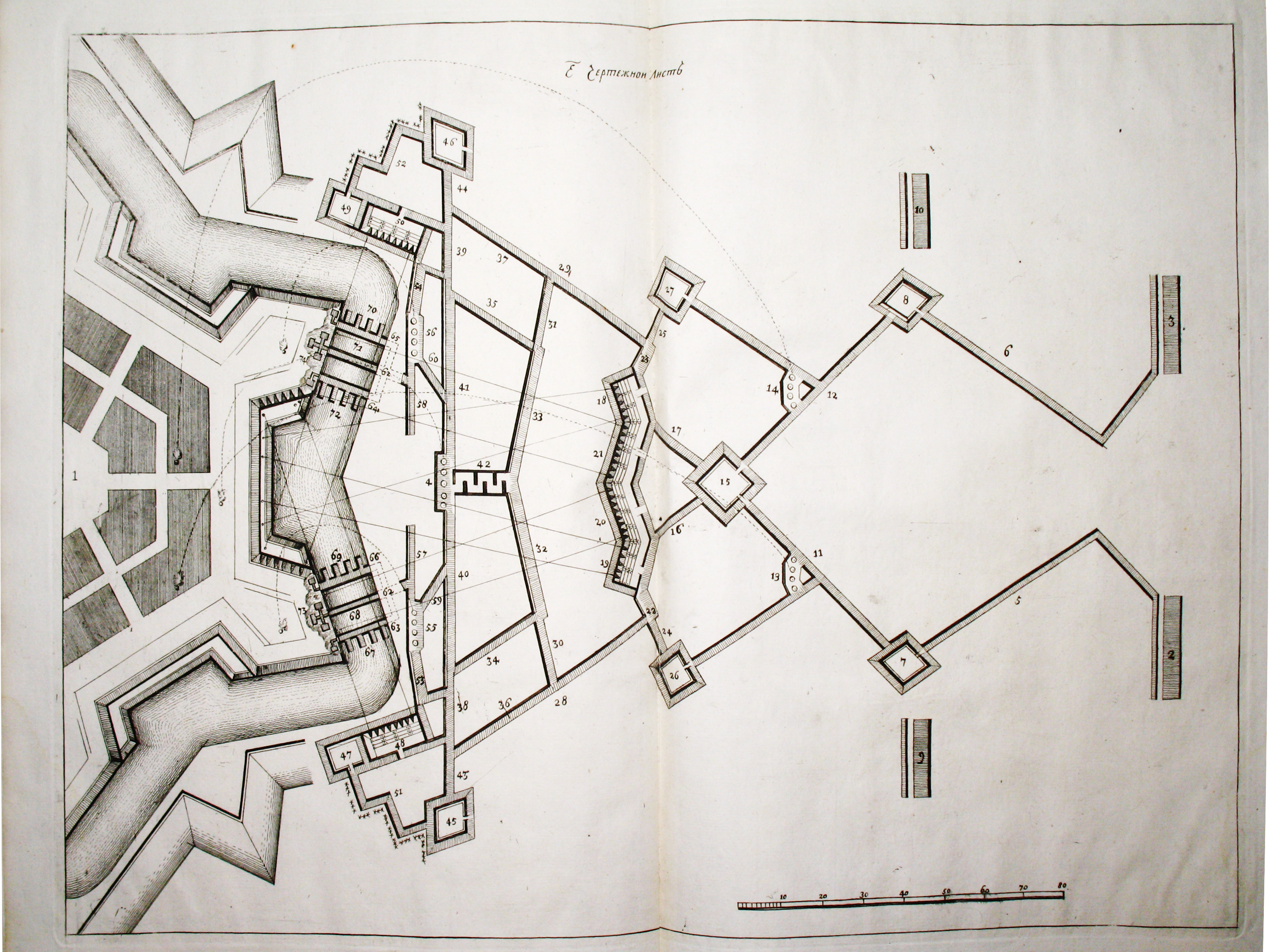
Чертеж Боргсдорфа

Барон Эрнест фон Боргсдорф (англ.  Ernst Friedrich von Borgsdorf) — инженер и писатель, который, по мнению ряда аналитиков, положил в России начало военно-инженерной литературе при Петре I Алексеевиче.

## Биография
Эрнест фон Боргсдорф был прислан в Российскую империю самим императором Священной Римской империи Леопольдом I, по личной просьбе царя Петра Великого, как «зело искусный в инженерном ведении».
9 июля 1696 года фон Боргсдорф прибыл под Азов, но существенной пользы участникам Азовского похода принести не успел, так как уже 18 июля крепость сдалась.
В 1697 году барон фон Боргсдорф был назначен «начальным инженером» при постройке киевских укреплений, а в 1698 году был послан Петром I на постройку Азовской и Таганрогской крепостей вместо своего соотечественника Лаваля, навлекшего на себя неудовольствие Петра.
На русском языке, при жизни автора были изданы два сочинения Эрнеста фон Боргсдорфа: «Побеждающая крепость к счастливому поздравлению славной победы над Азовым и к счастливому въезду в Москву Его Царскому Величеству покорнейше поднесено от Ериста Фридерика барона, фон Боргсдорфа» и «Поверенные правила како неприятельские крепости силою брати Его Царскому Величеству в предбудущей славе изображены». Также им был составлен план осады Азова в 1696 году, где показаны и работы неудачной осады 1695 года.